# 아마쓰코미나토정

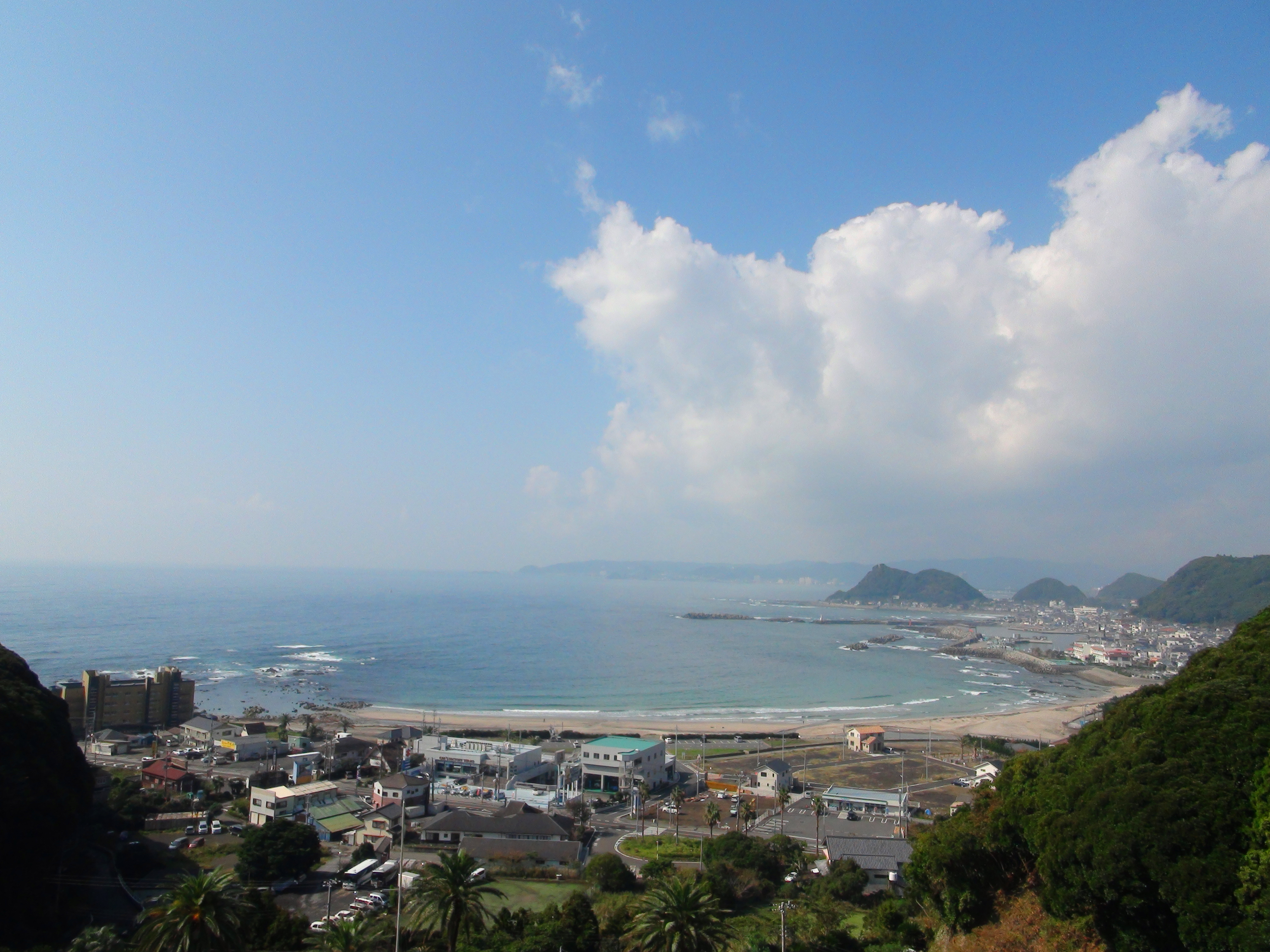

아마쓰코미나토정(天津小湊町)은 지바현 아와군에 있었던 정이다. 2005년 2월 11일에 인접한 가모가와시와 병합해 새로운 가모가와시가 되어 소멸하였다.

## 지리
보소 반도의 남부에 위치한다.온난한 기후로 태평양에 면하고 바로 북부는 산이 밀려나고 있다. 그 산을 횡단하여 시가지의 정체를 완화시키는 역할을 하는 톈진 바이패스가 달리고 있다.어종이 풍부하여 어업이 성행하고 있는 마을이다.농업은 논밭의 면적이 좁아 적합하지 않은 지형이다.

## 역사
- 1955년 2월 11일 - 2정이 합병해 아마쓰코미나토정이 성립하였다.
- 2005년 2월 11일 - 가모가와시와 합병해  (신)가모가와시가 성립해, 아마쓰코미나토정은 폐지되었다.

## 교통

### 철도
- 동일본 여객철도
  - 소토보선

### 도로
- 국도 제128호선